# Рыбников, Алексей Эрнестович
Ры́бников Алексе́й Эрне́стович (род. 9 сентября 1965, Москва) — российский предприниматель и финансист.

## Биография
В 1987 году окончил МГИМО МИД СССР, факультет международных экономических отношений. В 1987—1989 годах служил на офицерских должностях в ВС СССР.
В 1989—1991 годах учился в аспирантуре Института США и Канады АН СССР.
С 1991 по 2002 годы работал на руководящих должностях в банках «Еврофинанс» и «Дж. П. Морган Банк Интернешнл» (последняя должность — вице-президент, руководитель инвестиционно-банковских операций по России). В 2002—2004 годах — директор НП «Национальный депозитарный центр».
С 2003 по 2009 год — работал в должности генерального директора биржи Московской межбанковской валютной биржи, а также в должности старшего вице-президента и члена правления ММВБ.
В 2009—2011 годах — генеральный директор торговой системы RSX.
В 2011—2023 годах — президент АО «Санкт-Петербургская международная товарно-сырьевая биржа».

## Общественная деятельность
Является членом Комиссии при Президенте РФ по вопросам стратегии развития топливно-энергетического комплекса и экологической безопасности, членом Правительственной комиссии по вопросам ТЭК и повышения энергетической эффективности экономики и Правительственной комиссии по вопросам развития лесного комплекса, заместителем председателя Общественного совета ФАС России.
Входит в состав Совета директоров СРО «Национальная фондовая ассоциация», Наблюдательного совета Некоммерческого партнерства "Сообщество профессионалов финансового рынка «САПФИР», Наблюдательного совета Союза организаций нефтегазовой отрасли «Российское газовое общество», Совета Международной ассоциации бирж стран СНГ (МАБ СНГ).

## Вклад в развитии биржевого рынка в РФ
Один из основателей российского фондового и товарно-сырьевого биржевых рынков, которые получили активное развитие в 2000-х годах. При непосредственном участии А. Э. Рыбникова, который возглавлял крупнейшую фондовую биржу страны ФБ ММВБ в 2003—2009 гг., сформирован фондовый биржевой рынок.
В качестве руководителя крупнейшей товарно-сырьевой биржи России — СПбМТСБ (с 2011 г. по 2023 г.) внес значительный вклад в рост объёмов торгов на рынках нефтепродуктов, сырой нефти, газа, леса, расширение количества участников торгов, в том числе привлечение к торгам ведущих российских вертикально-интегрированных компаний на рынке производства, транспортировки и реализации углеводородов.
Под управлением А. Э. Рыбникова разработана методология биржевой торговли на основе современной программно-технической платформы и удаленного доступа через интернет ко всем биржевым товарно-сырьевым рынкам, а также сопутствующие сервисы для участников торгов. В частности, гарантии финансового контроля исполнения сделок и поставки товара по итогам торгов обеспечиваются современными механизмами риск-менеджмента и расчетов, отвечающими международным стандартам.
А. Э. Рыбников способствовал развитию биржи в роли ведущей независимой площадки, формирующей общепризнанные прозрачные ценовые индикаторы на стратегически-значимые сырьевые товары. Биржевые цены на нефть, нефтепродукты, газ и др. товары на основе системы индексов цен, разработанной при его участии, признаются налоговым и антимонопольным законодательством России.
В качестве руководителя СПбМТСБ создал основу для популяризации организованного товарного рынка в России, который является основным инструментом решения государственных задач развития конкурентного рынка и борьбы с естественными монополиями, а также представления интересов независимых производителей сырьевых товаров и конечных потребителей.
В 2016 году под руководством А. Э. Рыбникова на СПбМТСБ стартовали торги поставочными фьючерсными контрактами на российскую нефть марки Urals в рамках экспортной торговли, которые призваны решить глобальную государственную задачу создания российского ценового эталона на мировом нефтяном рынке.

## Награды
Награждён медалью ордена «За заслуги перед Отечеством» II степени, имеет звание «Почетный нефтяник» Министерства энергетики Российской Федерации, награждён медалью ФАС России «За защиту конкуренции», почётным знаком ФАС России «За заслуги в развитии конкуренции в России».